# Лоранце
Лоранце (італ. Loranzè, п'єм. Loransé) — муніципалітет в Італії, у регіоні П'ємонт,  метрополійне місто Турин.
Лоранце розташоване на відстані близько 550 км на північний захід від Рима, 45 км на північ від Турина.
Населення — 1187 осіб (2014).
Щорічний фестиваль відбувається 25 вересня. Покровитель — San Firmino.

## Демографія
Населення за роками:

Станом на 1 січня 2023 року в муніципалітеті офіційно проживало 50 іноземців з 17 країн, серед них 24 громадяни країн Євросоюзу та 3 громадяни України.

## Сусідні муніципалітети
- Коллеретто-Джакоза
- Фйорано-Канавезе
- Луньякко
- Парелла
- Салерано-Канавезе
- Самоне